# Das Klima am Vaucourt
Das Klima am Vaucourt (Alternativtitel Das Klima von Vaucourt, Das Klima von Vancourt) ist ein deutscher Kriminalfilm von 1917 aus der Filmreihe Joe Deebs.

## Handlung
Joe Deebs deckt eine Bigamie mit einem Doppelgänger auf und findet den Täter, der einen der beiden ermordete.

## Hintergrund
Der 1917 entstandene Film hat eine Länge von vier Akten auf 1315 Meter. Das entspricht einer Filmlänge von etwa 72 Minuten. Produziert wurde er von May-Film GmbH Berlin (Nr. 3). Die Zensur durchlief der Film im Oktober 1917. Die Polizei Berlin belegte ihn mit einem Jugendverbot, die Polizei München erlaubte keine Ankündigung als Detektivfilm (Nr. 25975, 25976, 25977, 25978) Die Uraufführung fand am 28. Dezember 1917 im Tauentzienpalast Berlin statt.